# John Duarte (Politiker)

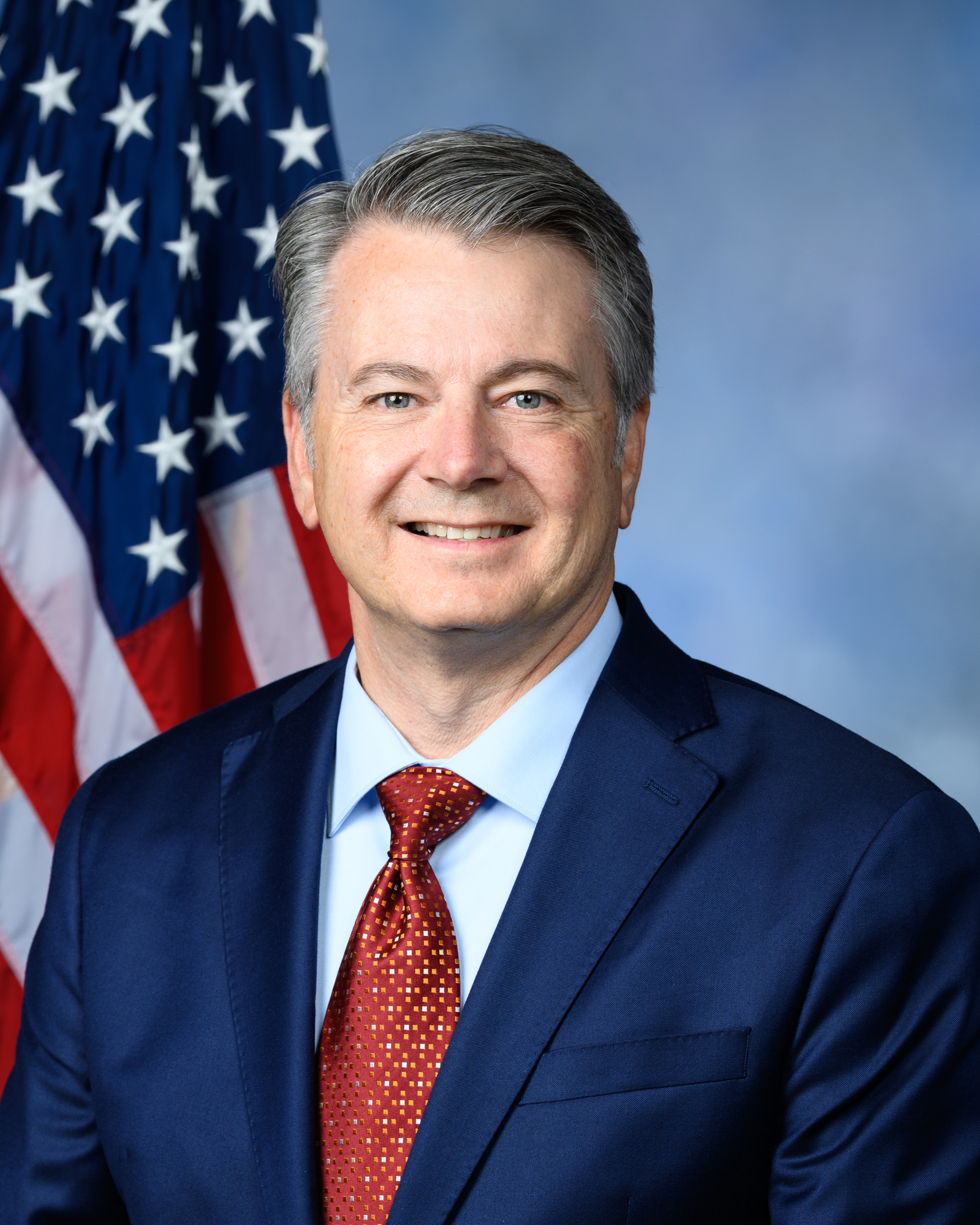
John Duarte (2023)

John Scott Duarte (* 9. September 1966 in Modesto, Kalifornien) ist ein US-amerikanischer Politiker, Geschäftsmann und Landwirt.
Als Mitglied der Republikanischen Partei vertrat er von 2023 bis 2025 den Bundesstaat Kalifornien im Repräsentantenhaus der Vereinigten Staaten für den 13. Distrikt. Der 13. Sitz Kaliforniens bei den Wahlen zum Repräsentantenhaus der Vereinigten Staaten 2022 wurde als eine entscheidende Wahl der Wahlen in den Vereinigten Staaten 2022 angesehen, da der Sitz dazu beitrug, die Kontrolle über das Repräsentantenhaus zu bestimmen. Seine Wahl war die zweitknappste hinter Lauren Boebert für den 3. Distrikt für Colorado.

## Persönliches Leben und Ausbildung
Duarte wurde 1966 in Modesto Sohn von Jim und Anita Duarte geboren und ist der Enkel portugiesischer Einwanderer. Er schloss 1989 sein Studium an mit einem Master of Business Administration an der Eberhardt School of Business der University of the Pacific und einem Bachelor in Finanzen an der San Diego State University ab.
Duarte lebt mit seiner Frau Alexandra auf einer Pistazien- und Mandelfarm außerhalb von Modesto im ländlichen Stanislaus County. Sie haben vier Kinder.

## Karriere
1989 begann Duarte seine Karriere als Vice President of Sales bei Duarte Trees & Vines, das 1988 von seinen Eltern gegründet worden war. 2007 wurde er Chief Executive Officer und Präsident des Unternehmens.
Im Jahr 2017 wurde Duarte zur Zahlung einer Geldstrafe von 1,1 Millionen US-Dollar verurteilt, nachdem er von der United States Army Corps of Engineers verklagt worden war. Er habe auf seinem Weizenfeld im Tehama County illegal Feuchtgebiete durch Pflügen verschmutzt, was einen Verstoß gegen das Clean Water Act darstellte. Das Verfahren erregte landesweite Aufmerksamkeit und dauerte über fünf Jahre.

### Politische Karriere

#### Repräsentantenhaus der Vereinigten Staaten
Am 9. März 2022 startete Duarte den Wahlkampf für die Wahl um den 13. Kongressbezirk Kaliforniens, nachdem 2020 ein neuer Bezirk mit Sitz im Central Valley geschaffen worden war. Er und Adam Gray, Mitglied der California State Assembly, kamen in die Wahl. Duarte besiegte Gray bei den Wahlen zum Repräsentantenhaus der Vereinigten Staaten 2022 mit 50,2 Prozent der Stimmen. Er wurde am 3. Dezember 2022, fast einen Monat nach der Wahl, zum Sieger erklärt.
Duarte wurde am 3. Januar 2023 in sein Amt vereidigt. Er unterstützte Kevin McCarthy als Sprecher des Repräsentantenhauses der Vereinigten Staaten.
Bei der Wahl zum Repräsentantenhaus 2024 trafen Duarte und Gray erneut aufeinander. Diesmal setzte sich Gray knapp durch.

#### Politische Positionen

##### Schwangerschaftsabbruch
Duarte bezeichnet sich selbst als „moderat“ in Sachen Schwangerschaftsabbruch und lehnt ein landesweites Abtreibungsverbot ab. Er unterstützt den Zugang zur Abtreibung in den ersten zwölf Wochen der Schwangerschaft. Duarte widersetzt sich auch der Kodifizierung von Roe v. Wade in Bundesgesetzen.

##### Einwanderung
Duarte nannte die Grenzsicherheit eine seiner obersten Prioritäten und einen der Hauptgründe, warum er für den Kongress kandidierte. Er nannte die Entscheidung des Gouverneurs von Florida, Ron DeSantis, Migranten in demokratisch gesinnte Staaten auszufliegen, während einer Debatte eine „kreative Idee“.

##### Umwelt
Duarte sagte, die Vereinigten Staaten hätten „ihren fairen Beitrag für grüne Energie geleistet“ und „sie können es sich nicht erlauben, weniger wettbewerbsfähig zu werden, indem es grüne Energiephantasien auf dem Rücken der arbeitenden Familien verfolgt“. Während seiner Kongresskampagne behauptete er, dass „mehrere linke Aktivisten“ festgenommen worden seien, weil sie Waldbrände in der Sierra Nevada gelegt hätten, „um auf die globale Erwärmung aufmerksam zu machen“.

#### Wahlergebnisse
| Politische Partei      | Kandidat       | Stimmen    | Prozent      |
| ---------------------- | -------------- | ---------- | ------------ |
| Republikanische Partei | John Duarte    | 26,163.060 | 34,2 Prozent |
| Demokratische Partei   | Adam Gray      | 23.784     | 31,1 Prozent |
| Demokratische Partei   | Phil Arballo   | 13.099     | 17,1 Prozent |
| Republikanische Partei | David Giglio   | 11.320     | 14,8 Prozent |
| Republikanische Partei | Diego Martinez | 2.026      | 2,7 Prozent  |

| Politische Partei      | Kandidat    | Stimmen | Prozent      |
| ---------------------- | ----------- | ------- | ------------ |
| Republikanische Partei | John Duarte | 67.060  | 50,2 Prozent |
| Demokratische Partei   | Adam Gray   | 66.496  | 49,8 Prozent |